# Сулейменова, Элеонора Дюсеновна
Элеоно́ра Дюсе́новна Сулейме́нова (род. 1945) — казахстанский филолог, академик Международной академии наук высшей школы, Президент Казахстанской ассоциации преподавателей русского языка и литературы, член Президиума Международной ассоциации преподавателей русского языка и литературы.

## Семья
Родилась в 1945 году в Алма-Ате. Отец — Дюсен Алибаевич Сулейменов (1914—2000), ветеринарный врач, ветеран Великой Отечественной войны. Мать — Рафика Бекеновна Нуртазина (1921—2013), учитель русского языка и литературы в средней школе, Герой Социалистического Труда. Муж - Халел Габбасович Аканов (род. 1940) доктор технических наук, профессор. Дочь - Дана Халеловна Аканова (род. 1970) PhD University of Chicago, филолог. Сын - Айдан Халелович Аканов (род. 1974) финансист.

## Образование
1962—1966 — Казахский педагогический институт им. Абая, специальность «русский язык и литература в казахской школе».
1966—1969 — аспирантура при кафедре общего языкознания I Московского государственного педагогического института иностранных языков им. Мориса Тореза.
1984—1986 — докторантура при кафедре общего языкознания Московского государственного университета имени М. В. Ломоносова. В 1992 году защитила докторскую диссертацию на тему «Семантические параметры слова в интерлингвальном исследовании (теоретические и прикладные аспекты контрастивного анализа)» (Московский государственный университет им. М. В. Ломоносова). Одним из официальных оппонентов диссертации выступил Геннадий Прокопьевич Мельников, большое влияние трудов которого отмечала на себя Сулейменова.

## Карьера
С 1970 года работает в Казахском национальном университете имени аль-Фараби.
1993—1994 гг. — профессор Департамента славистики Университета Мэриленда (США).
1995—2009 гг. — заведующая кафедрой общего языкознания Казахского национального университета имени аль-Фараби.

## Книги
Э. Д. Сулейменова — специалист в области общего языкознания, социолингвистики, теоретической и прикладной лексикографии, сопоставительного языкознания. Имеет свыше 160 научных работ, 14 учебников и учебных пособий на казахском, русском и английском языках.
Автор монографий «Понятие смысла в современной лингвистике», «Казахский и русский языки: основы контрастивной лингвистики», «Актуальные проблемы казахстанской лингвистики», «Языковая ситуация и языковое планирование в Казахстане», книг «Макросоциолингвистика» и «Языковые процессы и политика».

## Членство в организациях
Председатель Учебно-методического совета по русскому языку и литературе при Министерстве образования и науки Республики Казахстан (1994—1998).
В 1996—2001 годах — эксперт INTAS (Брюссель).
1998 г. — Президент Казахстанского общественного объединения преподавателей русского языка и литературы (КазПРЯЛ), с 1999 года — член президиума Международной ассоциации преподавателей русского языка и литературы (МАПРЯЛ).
С 2000 года — главный редактор «Бюллетеня КазПРЯЛ». Член международных редакционных советов журналов «Русский язык за рубежом» (Москва, с 1999) и «Филологические науки».
С 2000 года — член Общественного совета по языкам и культуре Базовой организации государств-участников СНГ (Москва). В 2003—2006 годах — член учёного совета INTAS (Member of the INTAS Scientists) (Брюссель).

## Награды и достижения
- 2024 (28 декабря) — Орден «Барыс» 2 степени — значительный вклад в развитие отечественной науки и в честь 90-летнего юбилея КазНУ им. Аль-Фараби.;[8]
- орден «Курмет»[9] (2009)
- Знак «Почётный работник образования Республики Казахстан» (2009)
- юбилейная медаль «10 жыл Астана» (2008)
- государственный грант «Лучший преподаватель вуза» (2006)
- нагрудный знак «За заслуги в развитии науки Республики Казахстан» (2001)
- Почётная грамота Президента Республики Казахстан (2004)
- Государственная премия Республики Казахстан «Дарын» в области науки (2004)
- государственная научная стипендия для учёных и специалистов, внёсших значительный вклад в развитие науки и техники (2001—2004)
- государственная стипендия Министерства образования и науки Республики Казахстан выдающемуся учёному (2001, 2005).
- Медаль А. С. Пушкина (2009 год, Международная ассоциация преподавателей русского языка и литературы)[10].